# Flevolander
De Flevolander is een relatief jong schapenras.
Het ras is een kruising van het Finse Landschaap met de Île-de-France en is een van de vruchtbaarste schapenrassen in Nederland. Ooien kunnen 3 keer per 2 jaar lammeren. Ze hebben tevens een goede melkproductie.
De ooi kan ongeveer tot een leeftijd van 8-10 jaar lammeren. Het is een echt productieschaap.